# 8-بت (استديو)
استوديو 8-بت (باليابانية: 株式会社エイトビット، بالروماجي: Kabushiki-gaisha Eito Bitto) هو استوديو رسوم متحركة ياباني، تأسس في سبتمبر 2008، من قبل أعضاء سابقين في استوديو ساتلايت.

## أعمال الاستوديو

### مسلسلات أنمي تلفزيونية
- إنفينيت ستراتوس (2011)[2]
- إنفينيت ستراتوس 2 (2013)[3]
- الفتى الخادمة (2016)
- الفرسان والسحر (2017)[4]
- كيف تحتفظ بمومياء (2018)
- التلميذ المتخلف في ثانوية السحر (2020)

### أفلام أنمي
- التلميذ المتخلف في ثانوية السحر الفيلم: الفتاة التي تنادي النجوم (2017)

## وصلات خارجية
- الموقع الرسمي (باليابانية)
- 8-بت على موقع ANN company (الإنجليزية)